# Barnmorskan i East End (bokserie)
Barnmorskan i East End (Call the Midwife), senare kallad Barnmorskan i East End: En sann berättelse från 1950-talets London (Call the Midwife: A True Story of the East End in the 1950s), är en brittisk, självbiografisk bokserie skriven av Jennifer Worth. Första delen, Barnmorskan i East End, del 1 (Call the Midwife) kom ut 2002 i Storbritannien. Del 2 och 3 (Shadows of the Workhouse och Farewell to the East End) kom ut 2005 och 2009.
Böckerna följer huvudpersonen, Jenny Lee, när hon jobbar som barnmorska i East End, en av Londons då fattigaste delar, under 1950-talet. År 2011 gjorde BBC en TV-serie med samma namn baserad på böckerna.

## Bakgrund
I januari 1998 publicerades artikeln Impressions of the midwives in literature i British Midwifery Journal där författaren, Terri Coates, efterlyste skönlitterära skildringar av barnmorskor och deras arbete. Worth, som arbetat som barnmorska, men sedan flera år sadlat om och blivit musiker, inspirerades av detta och skickade Coates ett handskrivet manuskript om sina erfarenheter från 1950-talets London. Coates, som undervisade barnmorskor vid den tiden, ringde upp Worth och frågade om hon kunde få redigera vissa av de medicinska detaljerna i manuskriptet och fick till svar att hon kunde få redigera allt om hon ville.
Den första boken gavs ut år 2002.

## Handling
Böckerna utspelar sig i Poplar, och en får följa huvudpersonen, Jenny Lee (Worths flicknamn), i hennes arbete som barnmorska och distriktssköterska i en av Londons fattigaste delar på 1950-talet. Lee bor under denna tid på Nonnatus House, ett nunnekloster som är en pseudonym för Community of St. John the Divine där Worth själv bodde och jobbade.
Läsaren får följa båda individuella mödrar och deras (ofta) jobbiga och traumatiska förlossningar, men även mer lättsamma, roliga minnen från livet i klostret och med vännerna.

## Mottagning
När Worth dog, 2011, hade böckerna sålt nästan 1 miljon exemplar.
Böckerna om Jenny Lee inspirerade andra att skriva om barnmorskor under denna tid. Exempelvis Duncan Barrett och Nuala Calvi, som skrivit The Sugar Girls.

## TV-serien
Då Pippa Harris läste böckerna var hennes första tanke att de vore perfekt att göra till en TV-serie då berättelserna var så dramatiska, karaktärerna så underbara, och att det berörde liv-och-död frågor i varje kapitel. Dessutom hade barnmorskor inte visats upp på detta sätt i TV tidigare.
Heidi Thomas fick i uppgift att bearbeta texten till TV-manus då Harris ansåg att hon hade förmågan att förena komedi och tragik i varje scen. Harris arbetade väldigt nära med Worth med bearbetningen av böckerna till TV-manus. Terri Coates var med som medicinsk konsult. 
Enligt Harris insåg Worth tidigt att hennes böcker inte skulle räcka långt som TV-serie och ska ha varit glad att den värld hon skapat skulle få fortsätta och få eget liv. Böckerna täcker ungefär en och en halv säsong av TV-serien.
Worth var väldigt involverad i arbetet för TV-serien. Bland annat blev hon väldigt exalterad när de hittade Miranda Hart (som spelar Chummy i serien) då hon påstod att hon såg precis ut som den väninna som inspirerat den karaktären. Worth dog i juni 2011, just innan de skulle börja spela in säsong 1.